# 줄리언 로이드 웨버

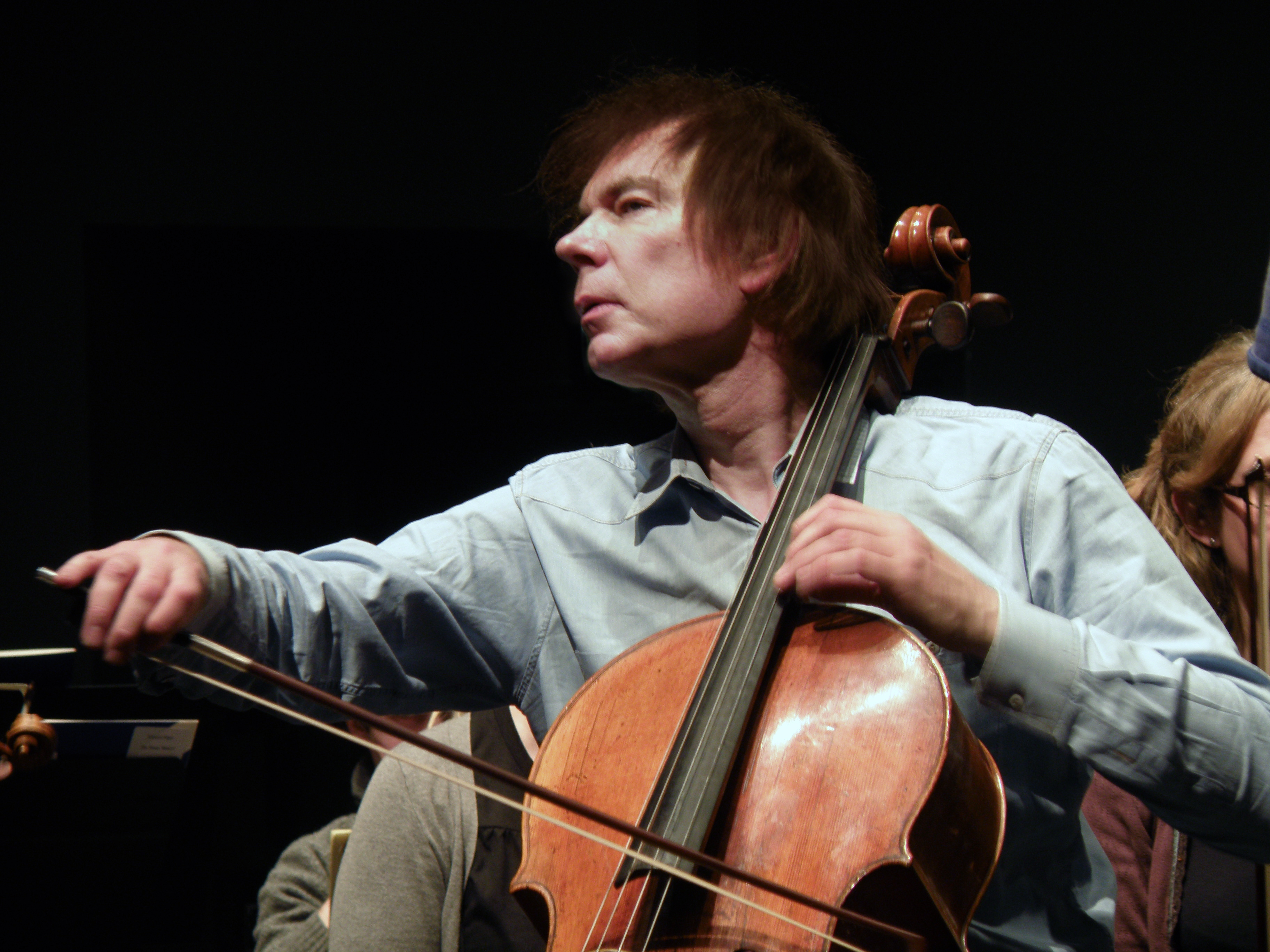
Julian Lloyd Webber (2013)

줄리안 로이드 웨버(Julian Lloyd Webber, 1951년 4월 4일 - ) 그는 영국의 솔로 첼리스트이다.

## 유년기
줄리언 로이드 웨버는 작곡가 윌리엄 로이드 웨버와 그의 아내 진 존스톤의 둘째 아들이다. 앤드루 로이드 웨버의 동생이기도 하다.
그는 런던에서 왕립 음악 대학에서 공부했다. 그리고 1973년 제네바에서 피에르 푸르니에와 그의 연구를 완료하였다.
그는 아서 블리스 경이 1972년 9월 첼로 협주곡의 첫 번째 런던 공연 기회를 주었을 때 그는 런던 퀸 엘리자베스 홀에서 프로로 데뷔했다.

## 연주 경력
로이드 웨버는 브릿 어워드를 수상하였고 '예후디 메뉴인'(BBC 뮤직 매거진이 최고의 곡으로 선정했음)이 지휘한 엘가 첼로 콘체르토, 바츨라프 노이만과 의 드보르자크 첼로 콘체르토, 체코 필하모닉과 의 차이콥스키 로코코 변주곡, 막심 쇼스타코비치가 이끄는 런던 교향악단과의 브리튼 첼로 교향곡과 왈튼 첼로 콘체르토 등 많은 음반을 만들었다. 그는 또한 Made in England, Cello Moods, Cradle Song, English Idyll 등의 유니버셜 클래식이 담긴 CD도 만들었다. "이런 종류의 레퍼토리를 가진 연주는 전무후무하며 어디에서도 찾기 힘들 것이다" - 그래모폰.
로이드 웨버는 말콤 아놀드 (첼로 환상곡, 1986, 첼로 협주곡, 1989), 호아킨 로드리고(Concierto como un divertimento, 1982), 제임스 맥밀란(첼로 소나타 No.2, 2001), 필립 글래스 (첼로 협주곡, 2001) 등 다양한 지휘자들로부터 새로운 첼로곡 작곡에 영감을 불어 넣었다. 최근의 콘서트 연주에는 마이클 나이먼의 첼로, 색소폰 더블 콘체르토(BBC 텔레비전), 가빈 브라이어스의 콘체르토(도쿄 산토리 홀), 필립 글래스의 첼로 콘체르토(베이징 국제 페스티벌), 에릭 휘태커의 '캠 강'(사우스뱅크 센터), 네 가지가 있다. 그의 글래스 콘체르토 음반(로열 리버풀 필하모닉, 제럴드 슈왈츠가 지휘.)은 2005년 9월에 오렌지 마운틴 레이블로 공개되었다.
로이드 웨버의 최근 음반은 '줄리안 로이드 웨버의 예술'(2011) 및 '저녁 노래'(2012)를 포함한다.

### 악기
로이드 웨버는 1690년경에 제작된 바잔스키 스트라디바리우스 첼로를 연주한다.

## 다른 활동
로이드 웨버는 음악 교육에 적극적으로 참여하고 있으며 '음악교육 컨소시엄'을 제임스 골웨이와 에벌린 글레니와 함께 2003년에 창립했다. 2008년 영국 정부가 로이드 웨버를 베네수엘라 사회 프로그램 엘 시스테마에 기반하고 있는 인 하모니 프로젝트의 회장으로 초빙했다. 2011년 7월, 베네수엘라의 엘 시스테마의 설립자인 마에스트로 호세 안토니오 아브레우는 인 하모니를 엘 시스테마 월드와이드 네트워크 의 부분으로써 인식했다. 그 이후 프로그램은 인 하모니 • 시스테마 잉글랜드라고 불린다.
2011년 11월, 영국 정부는 교육부에서 기금을 늘림으로써 영국 전역의 인 하모니 프로젝트를 시작하고, 2012년부터 2015까지 영국 예술 위원회로부터 기금을 추가할 것을 발표했다.
1998년, 로이드 웨버는 '세계 경제 포럼(World Economic Forum)'에서 '크리스탈 상'을 받았다.
2009년 5월에는 '엘가 학회' 회장으로 선출되었다.
2009년 9월에는 사우스 뱅크 센터의 '이사회'에 합류했다.